# Te Amo
„Te Amo” (hisz. Kocham cię) – piosenka barbadoskiej piosenkarki R&B Rihanny pochodząca z jej czwartego albumu studyjnego zatytułowanego Rated R. Piosenkę napisali Mikkel S. Eriksen, Tor Erik Hermansen, Fauntleroy II, Fenty, a wyprodukował StarGate. Utwór ten początkowo miał być czwartym singlem z płyty, lecz zastąpiono go utworem „Rockstar 101”. Piosenka ta została wydana jako piąty amerykański singiel, a trzeci międzynarodowy.

## Tło
Utwór zostanie wydany w Wielkiej Brytanii 24 maja 2010 roku. Piosenkę w połowie kwietnia zaczęto grać w rozgłośniach radiowych na wyspach i we Francji.

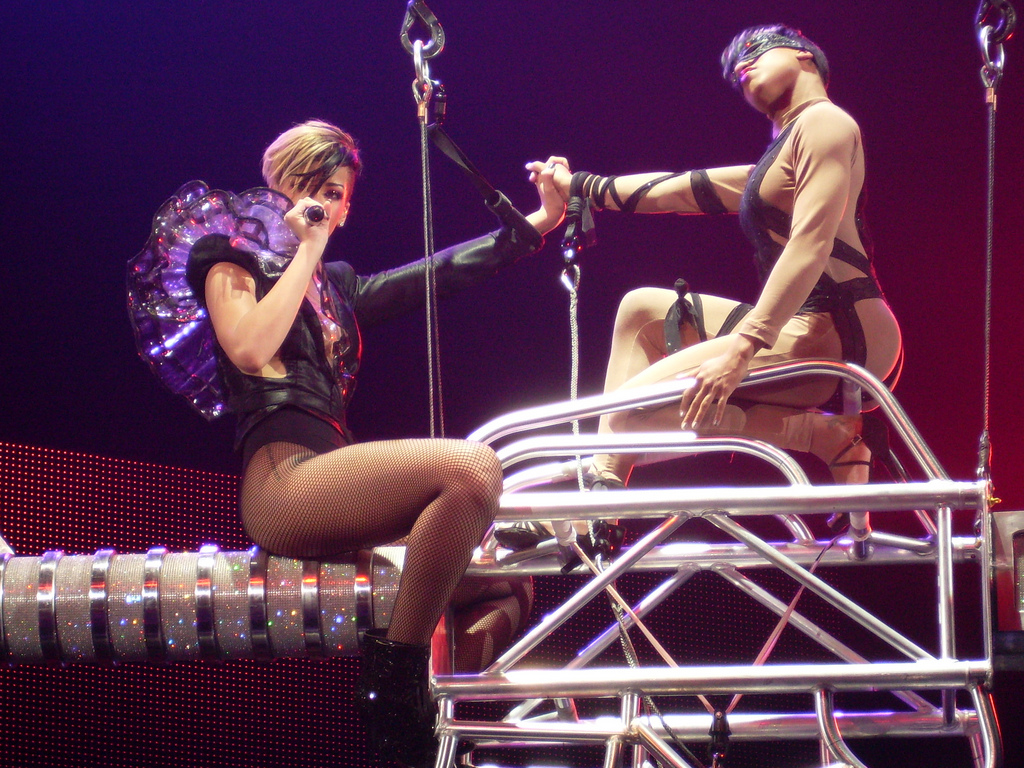
Rihanna wykonująca Te Amo podczas koncertu na trasie Last Girl On Earth

## Teledysk
Video nakręcono w ciągu dwóch dni w Vigny w Paryżu w Château de Vigny. Zdjęcia z teledysku wydano 30 kwietnia 2010 roku. Na fotografiach ukazana jest Rihanna w długiej sukni o kwiecistym wzorze oraz w czarnej koronkowej. W klipie francuska modelka Laetitia Casta zagrała femme fatale. Teledysk miał premierę 28 maja 2010 roku. Wideo przedstawia m.in. Rihannę siedzącą na stole kuchennym otoczonym płomieniami, malowniczy ogród oraz wnętrze zamku, w którym artystka i Laetitia Casta zbliżają i oddalają się od siebie, aż wreszcie obie patrzą sobie w oczy i krążą po pokoju.

## Notowania
| Listy (2010)                                         | Najwyższa pozycja |
| ---------------------------------------------------- | ----------------- |
| Australia (ARIA)                                     | 22                |
| Austria (Ö3 Austria Top 40)                          | 24                |
| Belgia (Ultratop Flandria)                           | 10                |
| Belgia (Ultratop Walonia)                            | 15                |
| Bułgaria (Singles Top 40)                            | 1                 |
| Czechy (IFPI)                                        | 6                 |
| Dania (Tracklisten)                                  | 22                |
| European Hot 100 Singles                             | 18                |
| Finlandia (Suomen virallinen lista)                  | 14                |
| Francja (SNEP)                                       | 8                 |
| Holandia (Dutch Top 40)                              | 31                |
| Irlandia (IRMA)                                      | 16                |
| Kanada (Canadian Hot 100)                            | 66                |
| Niemcy (Media Control Charts)                        | 11                |
| Norwegia (VG-lista)                                  | 12                |
| Polska (ZPAV)                                        | 2                 |
| Portugalia (Singles Top 50)                          | 17                |
| Słowacja (IFPI)                                      | 34                |
| Świat (MuchMusic Top 30)                             | 25                |
| Szwecja (Sverigetopplistan)                          | 48                |
| Szwajcaria (Media Control AG)                        | 9                 |
| Węgry (Rádiós Top 40)                                | 7                 |
| Węgry (Single Top 10)                                | 5                 |
| Wielka Brytania (The Official Charts Company)        | 14                |
| Wielka Brytania (UK R&B The Official Charts Company) | 5                 |
| Włochy (FIMI)                                        | 7                 |

| Notowania (2010)              | Najwyzsza pozycja |
| ----------------------------- | ----------------- |
| Austria (Ö3 Austria Top 40)   | 61                |
| European Hot 100 Singles      | 81                |
| Niemcy (Media Control Charts) | 48                |
| Szwajcaria (Media Control AG) | 43                |
| Węgry (Single Top 10)         | 63                |
| Włochy (FIMI)                 | 36                |

| Państwo    | Status |
| ---------- | ------ |
| Australia  | Złoto  |
| Szwajcaria | Złoto  |
| Włochy     | Złoto  |

## Historia wydania
| Państwo         | Data         | Format           | Wytwórnia |
| --------------- | ------------ | ---------------- | --------- |
| Wielka Brytania | 24 maja 2010 | digital download | Def Jam   |